# Melody Calling
Melody Calling é o primeiro EP da banda de indie rock britânica The Vaccines, que segue o lançamento do segundo álbum de estúdio do grupo, Come of Age. O EP foi lançado pela Columbia Records em 11 de Agosto de 2013 no Reino Unido e 12 de Agosto mundialmente. O disco traz três novas canções e uma versão remix da segunda faixa "Do You Want a Man?", remixada pelos produtores Johnn Hill e Rich Costey. A faixa-título foi revelada na internet no dia 25 de Junho através da página da banda no facebook, juntamente com outras faixas durante o período anterior ao lançamento físico.

## Faixas
| EP             |                                                      |         |  |
| N.º            | Título                                               | Duração |  |
| 1.             | "Melody Calling"                                     | 2:59    |  |
| 2.             | "Do You Want a Man?"                                 | 2:47    |  |
| 3.             | "Everybody's Gonna Let You Down"                     | 4:15    |  |
| 4.             | "Do You Want a Man?" (John Hill + Rich Costey remix) | 2:26    |  |
| Duração total: | Duração total:                                       | 12:27   |  |

## Paradas musicais
| Paradas (2013)                | Melhor posição |
| ----------------------------- | -------------- |
| Reino Unido (UK Albums Chart) | 62             |